# Список астероїдів (48301—48400)
| Назва             | Тимчасове позначення | Дата відкриття   | Місце відкриття             | Відкривач                                              |
| ----------------- | -------------------- | ---------------- | --------------------------- | ------------------------------------------------------ |
| (48301) 2002 LL35 | 2002 LL35            | 12 червня 2002   | Обсерваторія Фаунтін-Гіллс  | Чарльз Джулз, Пауло Ольворсем                          |
| (48302) 2002 LM36 | 2002 LM36            | 9 червня 2002    | Сокорро (Нью-Мексико)       | LINEAR                                                 |
| (48303) 2002 LJ37 | 2002 LJ37            | 10 червня 2002   | Сокорро (Нью-Мексико)       | LINEAR                                                 |
| (48304) 2002 LL37 | 2002 LL37            | 11 червня 2002   | Сокорро (Нью-Мексико)       | LINEAR                                                 |
| (48305) 2002 LS47 | 2002 LS47            | 12 червня 2002   | Сокорро (Нью-Мексико)       | LINEAR                                                 |
| (48306) 2002 LA48 | 2002 LA48            | 14 червня 2002   | Сокорро (Нью-Мексико)       | LINEAR                                                 |
| (48307) 2002 LP53 | 2002 LP53            | 9 червня 2002    | Сокорро (Нью-Мексико)       | LINEAR                                                 |
| (48308) 2002 LP56 | 2002 LP56            | 9 червня 2002    | Обсерваторія Галеакала      | NEAT                                                   |
| (48309) 2002 LG57 | 2002 LG57            | 10 червня 2002   | Сокорро (Нью-Мексико)       | LINEAR                                                 |
| (48310) 2002 NE1  | 2002 NE1             | 4 липня 2002     | Паломарська обсерваторія    | NEAT                                                   |
| (48311) 2002 NF3  | 2002 NF3             | 5 липня 2002     | Паломарська обсерваторія    | NEAT                                                   |
| (48312) 2002 NP3  | 2002 NP3             | 8 липня 2002     | Паломарська обсерваторія    | NEAT                                                   |
| (48313) 2002 ND12 | 2002 ND12            | 4 липня 2002     | Паломарська обсерваторія    | NEAT                                                   |
| (48314) 2002 NK13 | 2002 NK13            | 4 липня 2002     | Паломарська обсерваторія    | NEAT                                                   |
| (48315) 2002 NX15 | 2002 NX15            | 5 липня 2002     | Сокорро (Нью-Мексико)       | LINEAR                                                 |
| (48316) 2002 NQ19 | 2002 NQ19            | 9 липня 2002     | Сокорро (Нью-Мексико)       | LINEAR                                                 |
| (48317) 2002 NY20 | 2002 NY20            | 9 липня 2002     | Сокорро (Нью-Мексико)       | LINEAR                                                 |
| (48318) 2002 NA22 | 2002 NA22            | 9 липня 2002     | Сокорро (Нью-Мексико)       | LINEAR                                                 |
| (48319) 2002 NR25 | 2002 NR25            | 9 липня 2002     | Сокорро (Нью-Мексико)       | LINEAR                                                 |
| (48320) 2002 NE27 | 2002 NE27            | 9 липня 2002     | Сокорро (Нью-Мексико)       | LINEAR                                                 |
| (48321) 2002 NG28 | 2002 NG28            | 13 липня 2002    | Сокорро (Нью-Мексико)       | LINEAR                                                 |
| (48322) 2002 NT32 | 2002 NT32            | 13 липня 2002    | Сокорро (Нью-Мексико)       | LINEAR                                                 |
| (48323) 2002 NN33 | 2002 NN33            | 14 липня 2002    | Сокорро (Нью-Мексико)       | LINEAR                                                 |
| (48324) 2002 NQ40 | 2002 NQ40            | 14 липня 2002    | Паломарська обсерваторія    | NEAT                                                   |
| (48325) 2002 NO42 | 2002 NO42            | 15 липня 2002    | Паломарська обсерваторія    | NEAT                                                   |
| (48326) 2002 NE47 | 2002 NE47            | 13 липня 2002    | Обсерваторія Галеакала      | NEAT                                                   |
| (48327) 2002 NF50 | 2002 NF50            | 13 липня 2002    | Обсерваторія Галеакала      | NEAT                                                   |
| (48328) 2002 NN53 | 2002 NN53            | 14 липня 2002    | Паломарська обсерваторія    | NEAT                                                   |
| (48329) 2002 NA54 | 2002 NA54            | 5 липня 2002     | Сокорро (Нью-Мексико)       | LINEAR                                                 |
| (48330) 2002 NA56 | 2002 NA56            | 12 липня 2002    | Паломарська обсерваторія    | NEAT                                                   |
| (48331) 2002 NR56 | 2002 NR56            | 9 липня 2002     | Сокорро (Нью-Мексико)       | LINEAR                                                 |
| (48332) 2002 OK3  | 2002 OK3             | 17 липня 2002    | Сокорро (Нью-Мексико)       | LINEAR                                                 |
| (48333) 2002 OW6  | 2002 OW6             | 20 липня 2002    | Паломарська обсерваторія    | NEAT                                                   |
| (48334) 2002 OX18 | 2002 OX18            | 19 липня 2002    | Паломарська обсерваторія    | NEAT                                                   |
| (48335) 2002 PW1  | 2002 PW1             | 4 серпня 2002    | Сокорро (Нью-Мексико)       | LINEAR                                                 |
| (48336) 2002 PS6  | 2002 PS6             | 6 серпня 2002    | Сокорро (Нью-Мексико)       | LINEAR                                                 |
| (48337) 2002 PT6  | 2002 PT6             | 5 серпня 2002    | Обсерваторія Ріді-Крик      | Джон Бротон                                            |
| (48338) 2002 PV27 | 2002 PV27            | 6 серпня 2002    | Паломарська обсерваторія    | NEAT                                                   |
| (48339) 2002 PC31 | 2002 PC31            | 6 серпня 2002    | Паломарська обсерваторія    | NEAT                                                   |
| (48340) 2002 PT32 | 2002 PT32            | 6 серпня 2002    | Паломарська обсерваторія    | NEAT                                                   |
| (48341) 2002 PU47 | 2002 PU47            | 10 серпня 2002   | Сокорро (Нью-Мексико)       | LINEAR                                                 |
| (48342) 2002 PQ51 | 2002 PQ51            | 8 серпня 2002    | Паломарська обсерваторія    | NEAT                                                   |
| (48343) 2180 P-L  | 2180 P-L             | 24 вересня 1960  | Паломарська обсерваторія    | К. Й. ван Гаутен, І. ван Гаутен-Ґроневельд, Т. Герельс |
| (48344) 2588 P-L  | 2588 P-L             | 24 вересня 1960  | Паломарська обсерваторія    | К. Й. ван Гаутен, І. ван Гаутен-Ґроневельд, Т. Герельс |
| (48345) 2662 P-L  | 2662 P-L             | 24 вересня 1960  | Паломарська обсерваторія    | К. Й. ван Гаутен, І. ван Гаутен-Ґроневельд, Т. Герельс |
| (48346) 3077 P-L  | 3077 P-L             | 25 вересня 1960  | Паломарська обсерваторія    | К. Й. ван Гаутен, І. ван Гаутен-Ґроневельд, Т. Герельс |
| (48347) 3567 P-L  | 3567 P-L             | 22 жовтня 1960   | Паломарська обсерваторія    | К. Й. ван Гаутен, І. ван Гаутен-Ґроневельд, Т. Герельс |
| (48348) 4124 P-L  | 4124 P-L             | 24 вересня 1960  | Паломарська обсерваторія    | К. Й. ван Гаутен, І. ван Гаутен-Ґроневельд, Т. Герельс |
| (48349) 4239 P-L  | 4239 P-L             | 24 вересня 1960  | Паломарська обсерваторія    | К. Й. ван Гаутен, І. ван Гаутен-Ґроневельд, Т. Герельс |
| (48350) 6221 P-L  | 6221 P-L             | 24 вересня 1960  | Паломарська обсерваторія    | К. Й. ван Гаутен, І. ван Гаутен-Ґроневельд, Т. Герельс |
| (48351) 6250 P-L  | 6250 P-L             | 24 вересня 1960  | Паломарська обсерваторія    | К. Й. ван Гаутен, І. ван Гаутен-Ґроневельд, Т. Герельс |
| (48352) 6320 P-L  | 6320 P-L             | 24 вересня 1960  | Паломарська обсерваторія    | К. Й. ван Гаутен, І. ван Гаутен-Ґроневельд, Т. Герельс |
| (48353) 6616 P-L  | 6616 P-L             | 24 вересня 1960  | Паломарська обсерваторія    | К. Й. ван Гаутен, І. ван Гаутен-Ґроневельд, Т. Герельс |
| (48354) 1291 T-1  | 1291 T-1             | 25 березня 1971  | Паломарська обсерваторія    | К. Й. ван Гаутен, І. ван Гаутен-Ґроневельд, Т. Герельс |
| (48355) 2184 T-1  | 2184 T-1             | 25 березня 1971  | Паломарська обсерваторія    | К. Й. ван Гаутен, І. ван Гаутен-Ґроневельд, Т. Герельс |
| (48356) 3118 T-1  | 3118 T-1             | 26 березня 1971  | Паломарська обсерваторія    | К. Й. ван Гаутен, І. ван Гаутен-Ґроневельд, Т. Герельс |
| (48357) 1013 T-2  | 1013 T-2             | 29 вересня 1973  | Паломарська обсерваторія    | К. Й. ван Гаутен, І. ван Гаутен-Ґроневельд, Т. Герельс |
| (48358) 1187 T-2  | 1187 T-2             | 29 вересня 1973  | Паломарська обсерваторія    | К. Й. ван Гаутен, І. ван Гаутен-Ґроневельд, Т. Герельс |
| (48359) 1219 T-2  | 1219 T-2             | 29 вересня 1973  | Паломарська обсерваторія    | К. Й. ван Гаутен, І. ван Гаутен-Ґроневельд, Т. Герельс |
| (48360) 1262 T-2  | 1262 T-2             | 29 вересня 1973  | Паломарська обсерваторія    | К. Й. ван Гаутен, І. ван Гаутен-Ґроневельд, Т. Герельс |
| (48361) 2022 T-2  | 2022 T-2             | 29 вересня 1973  | Паломарська обсерваторія    | К. Й. ван Гаутен, І. ван Гаутен-Ґроневельд, Т. Герельс |
| (48362) 2184 T-2  | 2184 T-2             | 29 вересня 1973  | Паломарська обсерваторія    | К. Й. ван Гаутен, І. ван Гаутен-Ґроневельд, Т. Герельс |
| (48363) 2192 T-2  | 2192 T-2             | 29 вересня 1973  | Паломарська обсерваторія    | К. Й. ван Гаутен, І. ван Гаутен-Ґроневельд, Т. Герельс |
| (48364) 3096 T-2  | 3096 T-2             | 30 вересня 1973  | Паломарська обсерваторія    | К. Й. ван Гаутен, І. ван Гаутен-Ґроневельд, Т. Герельс |
| (48365) 3106 T-2  | 3106 T-2             | 30 вересня 1973  | Паломарська обсерваторія    | К. Й. ван Гаутен, І. ван Гаутен-Ґроневельд, Т. Герельс |
| (48366) 3284 T-2  | 3284 T-2             | 30 вересня 1973  | Паломарська обсерваторія    | К. Й. ван Гаутен, І. ван Гаутен-Ґроневельд, Т. Герельс |
| (48367) 4127 T-2  | 4127 T-2             | 29 вересня 1973  | Паломарська обсерваторія    | К. Й. ван Гаутен, І. ван Гаутен-Ґроневельд, Т. Герельс |
| (48368) 4141 T-2  | 4141 T-2             | 29 вересня 1973  | Паломарська обсерваторія    | К. Й. ван Гаутен, І. ван Гаутен-Ґроневельд, Т. Герельс |
| (48369) 4153 T-2  | 4153 T-2             | 29 вересня 1973  | Паломарська обсерваторія    | К. Й. ван Гаутен, І. ван Гаутен-Ґроневельд, Т. Герельс |
| (48370) 1056 T-3  | 1056 T-3             | 17 жовтня 1977   | Паломарська обсерваторія    | К. Й. ван Гаутен, І. ван Гаутен-Ґроневельд, Т. Герельс |
| (48371) 1173 T-3  | 1173 T-3             | 17 жовтня 1977   | Паломарська обсерваторія    | К. Й. ван Гаутен, І. ван Гаутен-Ґроневельд, Т. Герельс |
| (48372) 1182 T-3  | 1182 T-3             | 17 жовтня 1977   | Паломарська обсерваторія    | К. Й. ван Гаутен, І. ван Гаутен-Ґроневельд, Т. Герельс |
| 48373 Gorgythion  | 2161 T-3             | 16 жовтня 1977   | Паломарська обсерваторія    | К. Й. ван Гаутен, І. ван Гаутен-Ґроневельд, Т. Герельс |
| (48374) 2583 T-3  | 2583 T-3             | 17 жовтня 1977   | Паломарська обсерваторія    | К. Й. ван Гаутен, І. ван Гаутен-Ґроневельд, Т. Герельс |
| (48375) 3320 T-3  | 3320 T-3             | 16 жовтня 1977   | Паломарська обсерваторія    | К. Й. ван Гаутен, І. ван Гаутен-Ґроневельд, Т. Герельс |
| (48376) 4044 T-3  | 4044 T-3             | 16 жовтня 1977   | Паломарська обсерваторія    | К. Й. ван Гаутен, І. ван Гаутен-Ґроневельд, Т. Герельс |
| (48377) 4047 T-3  | 4047 T-3             | 16 жовтня 1977   | Паломарська обсерваторія    | К. Й. ван Гаутен, І. ван Гаутен-Ґроневельд, Т. Герельс |
| (48378) 4241 T-3  | 4241 T-3             | 16 жовтня 1977   | Паломарська обсерваторія    | К. Й. ван Гаутен, І. ван Гаутен-Ґроневельд, Т. Герельс |
| (48379) 4672 T-3  | 4672 T-3             | 17 жовтня 1977   | Паломарська обсерваторія    | К. Й. ван Гаутен, І. ван Гаутен-Ґроневельд, Т. Герельс |
| (48380) 5622 T-3  | 5622 T-3             | 16 жовтня 1977   | Паломарська обсерваторія    | К. Й. ван Гаутен, І. ван Гаутен-Ґроневельд, Т. Герельс |
| (48381) 1977 SU3  | 1977 SU3             | 17 вересня 1977  | Обсерваторія Сайдинг-Спрінг | Андреа Боаттіні, Джузеппе Форті                        |
| (48382) 1978 UC6  | 1978 UC6             | 27 жовтня 1978   | Паломарська обсерваторія    | Мішель Олмстід                                         |
| (48383) 1978 VH7  | 1978 VH7             | 6 листопада 1978 | Паломарська обсерваторія    | Е. Гелін, Ш. Дж. Бас                                   |
| (48384) 1978 VQ8  | 1978 VQ8             | 7 листопада 1978 | Паломарська обсерваторія    | Е. Гелін, Ш. Дж. Бас                                   |
| (48385) 1978 VH9  | 1978 VH9             | 7 листопада 1978 | Паломарська обсерваторія    | Е. Гелін, Ш. Дж. Бас                                   |
| (48386) 1979 MQ1  | 1979 MQ1             | 25 червня 1979   | Обсерваторія Сайдинг-Спрінг | Е. Гелін, Ш. Дж. Бас                                   |
| (48387) 1979 MM2  | 1979 MM2             | 25 червня 1979   | Обсерваторія Сайдинг-Спрінг | Е. Гелін, Ш. Дж. Бас                                   |
| (48388) 1979 MZ5  | 1979 MZ5             | 25 червня 1979   | Обсерваторія Сайдинг-Спрінг | Е. Гелін, Ш. Дж. Бас                                   |
| (48389) 1979 MV8  | 1979 MV8             | 25 червня 1979   | Обсерваторія Сайдинг-Спрінг | Е. Гелін, Ш. Дж. Бас                                   |
| (48390) 1979 ON1  | 1979 ON1             | 24 липня 1979    | Паломарська обсерваторія    | Ш. Дж. Бас                                             |
| (48391) 1981 DH2  | 1981 DH2             | 28 лютого 1981   | Обсерваторія Сайдинг-Спрінг | Ш. Дж. Бас                                             |
| (48392) 1981 DV2  | 1981 DV2             | 28 лютого 1981   | Обсерваторія Сайдинг-Спрінг | Ш. Дж. Бас                                             |
| (48393) 1981 EB5  | 1981 EB5             | 2 березня 1981   | Обсерваторія Сайдинг-Спрінг | Ш. Дж. Бас                                             |
| (48394) 1981 EP9  | 1981 EP9             | 1 березня 1981   | Обсерваторія Сайдинг-Спрінг | Ш. Дж. Бас                                             |
| (48395) 1981 ES11 | 1981 ES11            | 7 березня 1981   | Обсерваторія Сайдинг-Спрінг | Ш. Дж. Бас                                             |
| (48396) 1981 EP14 | 1981 EP14            | 1 березня 1981   | Обсерваторія Сайдинг-Спрінг | Ш. Дж. Бас                                             |
| (48397) 1981 EL16 | 1981 EL16            | 6 березня 1981   | Обсерваторія Сайдинг-Спрінг | Ш. Дж. Бас                                             |
| (48398) 1981 EN19 | 1981 EN19            | 2 березня 1981   | Обсерваторія Сайдинг-Спрінг | Ш. Дж. Бас                                             |
| (48399) 1981 EA21 | 1981 EA21            | 2 березня 1981   | Обсерваторія Сайдинг-Спрінг | Ш. Дж. Бас                                             |
| (48400) 1981 EZ21 | 1981 EZ21            | 2 березня 1981   | Обсерваторія Сайдинг-Спрінг | Ш. Дж. Бас                                             |

| ← Астероїди 40001—50000 → |             |             |             |             |             |             |             |             |             |
| 40001—40100               | 41001—41100 | 42001—42100 | 43001—43100 | 44001—44100 | 45001—45100 | 46001—46100 | 47001—47100 | 48001—48100 | 49001—49100 |
| 40101—40200               | 41101—41200 | 42101—42200 | 43101—43200 | 44101—44200 | 45101—45200 | 46101—46200 | 47101—47200 | 48101—48200 | 49101—49200 |
| 40201—40300               | 41201—41300 | 42201—42300 | 43201—43300 | 44201—44300 | 45201—45300 | 46201—46300 | 47201—47300 | 48201—48300 | 49201—49300 |
| 40301—40400               | 41301—41400 | 42301—42400 | 43301—43400 | 44301—44400 | 45301—45400 | 46301—46400 | 47301—47400 | 48301—48400 | 49301—49400 |
| 40401—40500               | 41401—41500 | 42401—42500 | 43401—43500 | 44401—44500 | 45401—45500 | 46401—46500 | 47401—47500 | 48401—48500 | 49401—49500 |
| 40501—40600               | 41501—41600 | 42501—42600 | 43501—43600 | 44501—44600 | 45501—45600 | 46501—46600 | 47501—47600 | 48501—48600 | 49501—49600 |
| 40601—40700               | 41601—41700 | 42601—42700 | 43601—43700 | 44601—44700 | 45601—45700 | 46601—46700 | 47601—47700 | 48601—48700 | 49601—49700 |
| 40701—40800               | 41701—41800 | 42701—42800 | 43701—43800 | 44701—44800 | 45701—45800 | 46701—46800 | 47701—47800 | 48701—48800 | 49701—49800 |
| 40801—40900               | 41801—41900 | 42801—42900 | 43801—43900 | 44801—44900 | 45801—45900 | 46801—46900 | 47801—47900 | 48801—48900 | 49801—49900 |
| 40901—41000               | 41901—42000 | 42901—43000 | 43901—44000 | 44901—45000 | 45901—46000 | 46901—47000 | 47901—48000 | 48901—49000 | 49901—50000 |